# Vancouver Open
O Vancouver Open ou VanOpen, atualmente patrocinado como Odlum Brown VanOpen, é um torneio de tênis profissional disputado em quadras duras ao ar livre. Faz parte do ATP Challenger Tour da Association of Tennis Professionals (ATP) e do Circuito Feminino da ITF (International Tennis Federation). É realizado no Hollyburn Country Club em West Vancouver, Colúmbia Britânica, Canadá. O evento foi realizado continuamente de 2002 a 2015, mas retornou em 2017 após um hiato de um ano.

## Histórico
O Odlum Brown VanOpen inaugural aconteceu no verão de 2002, no Jericho Tennis Club, antes de se mudar para o Hollyburn Country Club, em West Vancouver, para a edição de 2005. Iniciado como um evento do Circuito Feminino da ITF de US$ 25.000, o Van Open viu a vitória da eventual nº 1 mundial Maria Sharapova sobre Laura Granville em 2002, e da então nº 1 mundial júnior e campeã feminina do Aberto da França Anna-Lena Grönefeld em 2003.
No ano seguinte, a Tennis Canada e a Tennis BC (corpo governante do tênis na Colúmbia Britânica) juntaram-se para trazer o evento para o Tour da Women's Tennis Association (WTA) como um evento de Nível V de US$ 110.000. A tcheca vinda da qualificatória e eventual Top 10, Nicole Vaidišová, venceu a final de simples sobre a vice-campeã Laura Granville em 2002, tornando-se, a nº 180 do mundo, a jogadora com classificação mais baixa a ganhar um título do WTA Tour em 15 anos 3 meses e 23 dias, durante a temporada de 2004, a sexta jogadora mais jovem a ganhar um título profissional na história do Tour.
Enquanto o evento feminino voltou ao formato de US$ 25.000 em 2005, "para ajudar a desenvolver algumas das melhores jogadoras juniores canadenses do mundo", um evento Challenger masculino de US$ 100.000 foi adicionado ao torneio, com a United States Tennis Association (USTA) e a Association of Tennis Professionals (ATP Tour) juntando-se à Tennis Canada, Tennis BC e ITF na organização do Open. O israelense Dudi Sela venceu o evento individual masculino inaugural sobre o australiano Paul Baccanello em dois sets, e a americana Ansley Cargill conquistou o primeiro de seus dois títulos individuais femininos (2005, 2006).
O VanOpen continuou a crescer nas edições seguintes, com o prêmio em dinheiro do evento ITF subindo para US$ 50k em 2007 e US$ 75k em 2009. Entre os campeões do torneio desde 2005 estão, no lado feminino, a ex-nº 1 mundial júnior Urszula Radwanska (2008 simples), Stéphanie Dubois (2007 duplas, 2009 simples) e no lado masculino Rik de Voest (2006 simples, 2007 e duplas em 2009), Frédéric Niemeyer (simples em 2007), Dudi Sela (simples em 2005, 2008 e 2010), que conquistou seu segundo título no VanOpen, e o vice-campeão do Australian Open de 2006, Marcos Baghdatis (simples em 2009), que conquistou em Vancouver seu primeiro título desde fevereiro de 2007.

## Finais

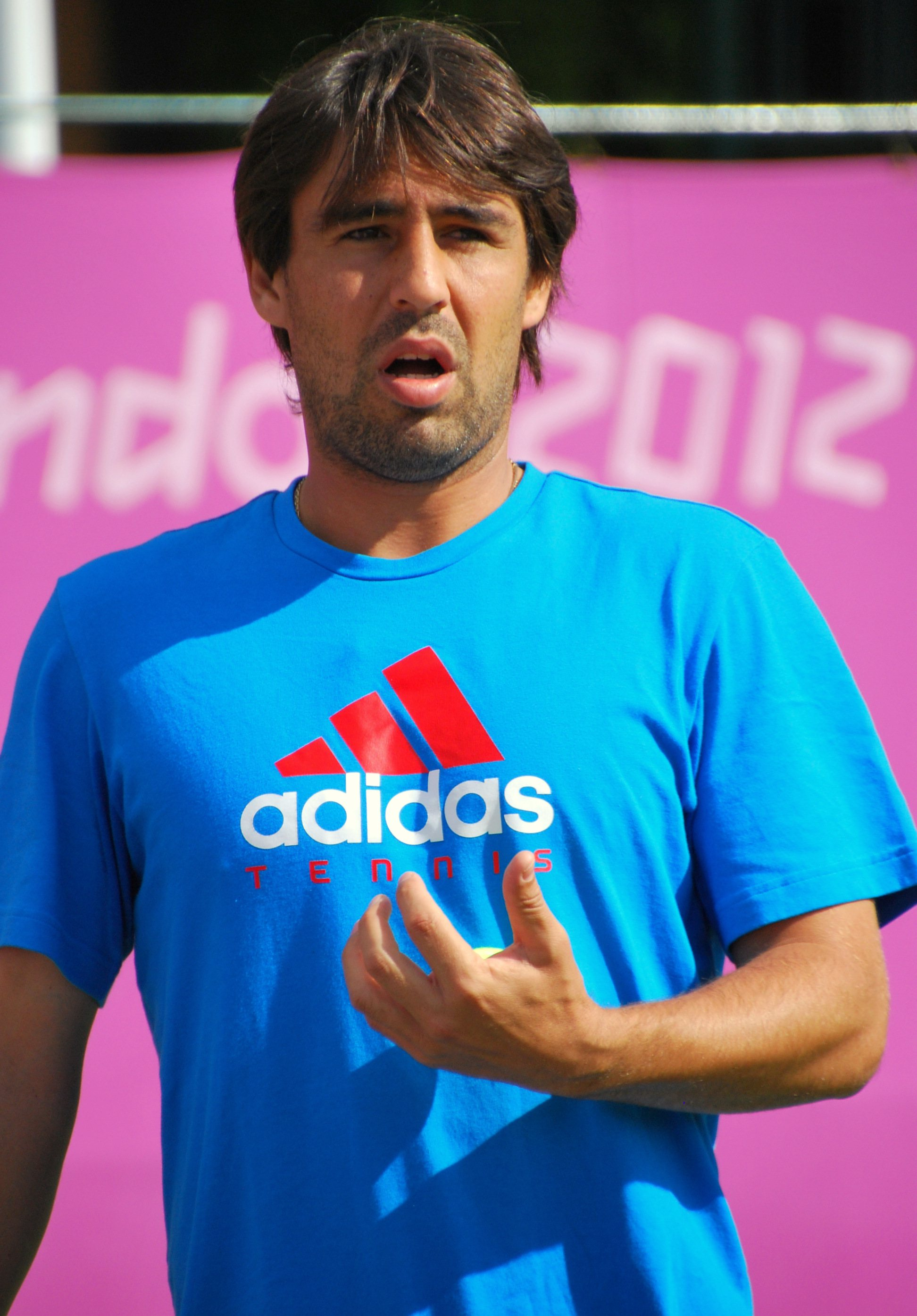
O vice-campeão do Australian Open de 2006, Marcos Baghdatis, foi campeão individual masculino em 2009 e 2014.

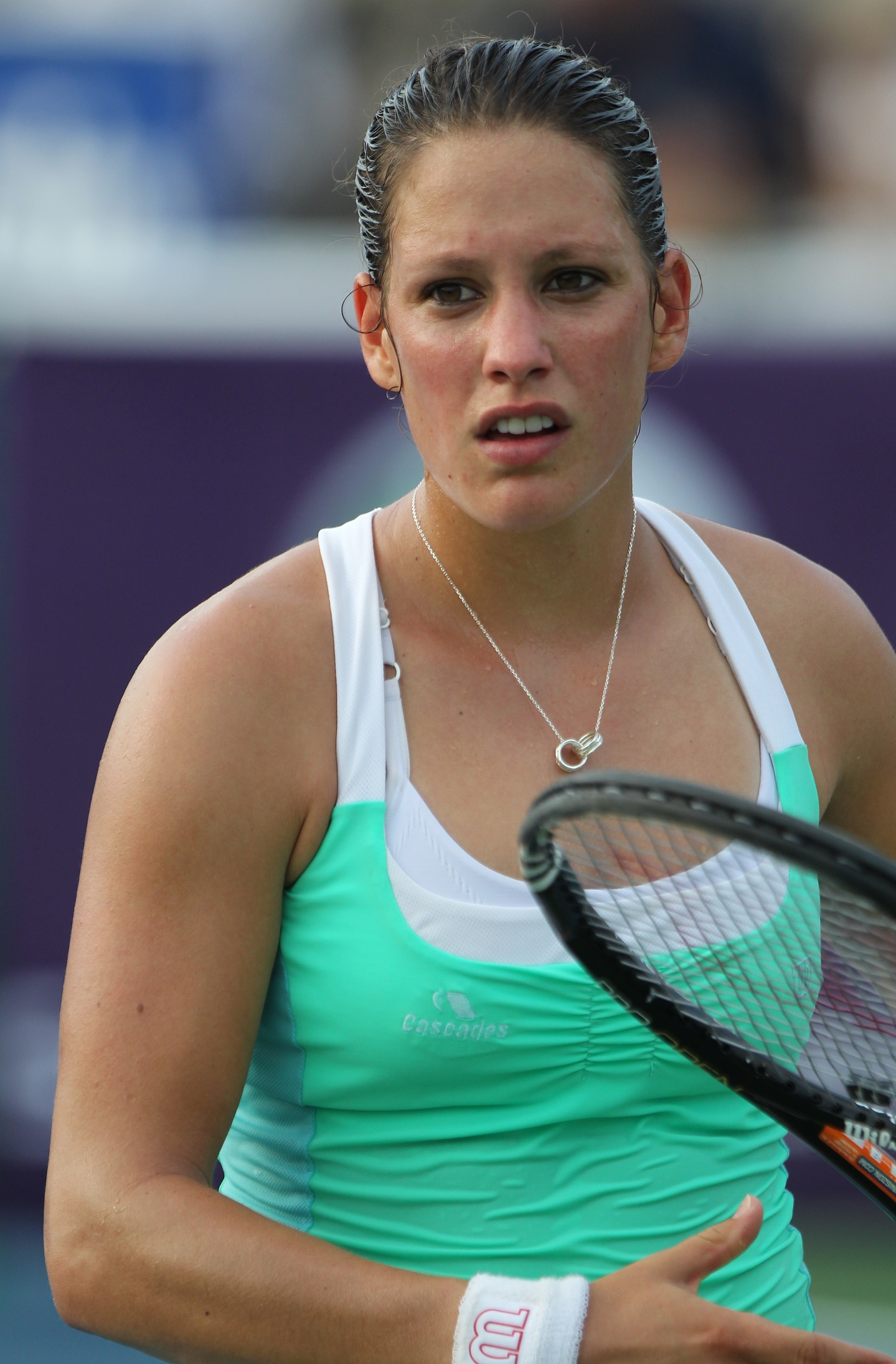
Stéphanie Dubois se tornou a primeira mulher canadense a ganhar o título de simples em 2009.

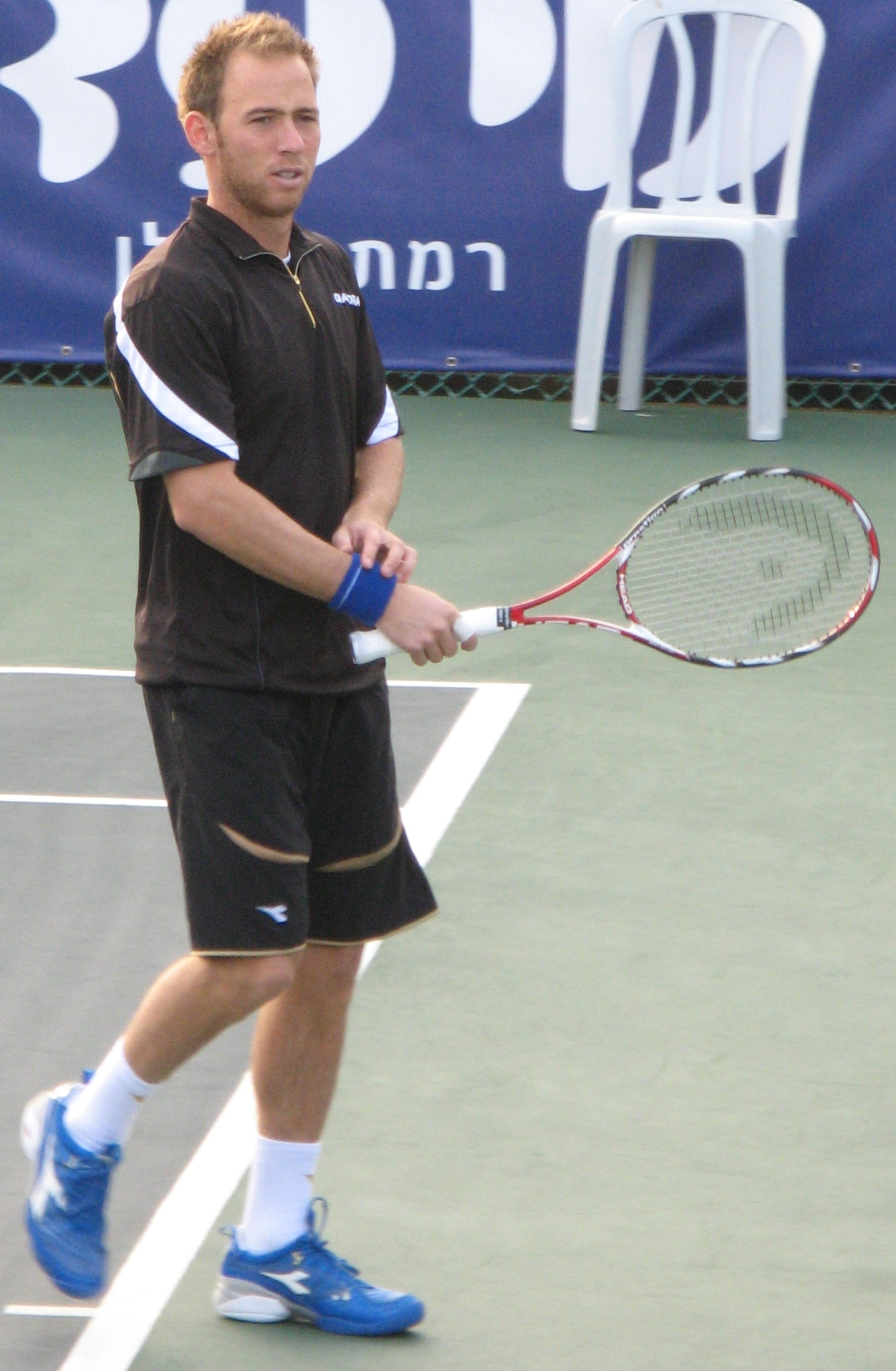
Dudi Sela conquistou o título individual masculino quatro vezes, em 2005, 2008, 2010 e 2015.

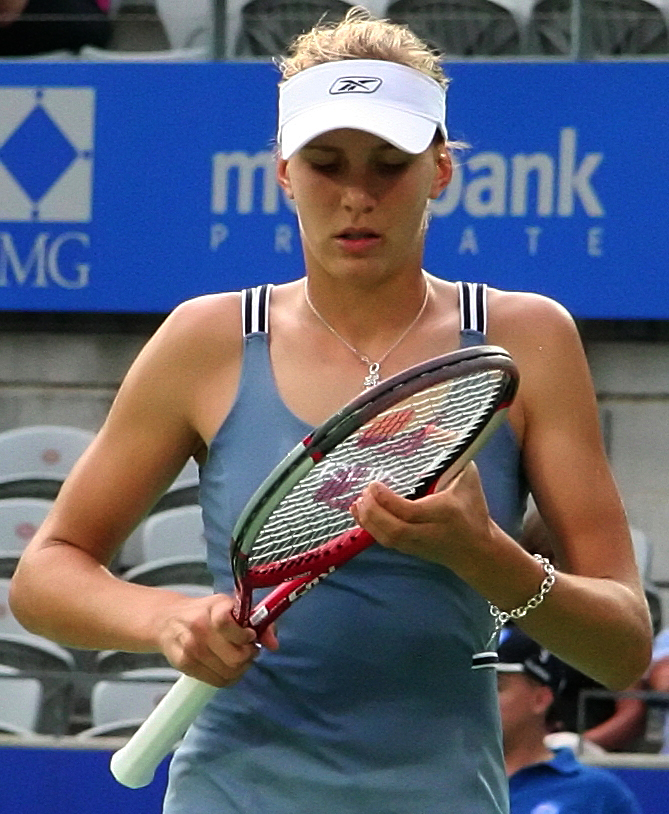
Nicole Vaidišová, de 15 anos, conquistou o título feminino em 2004, quando era um evento Tier V.

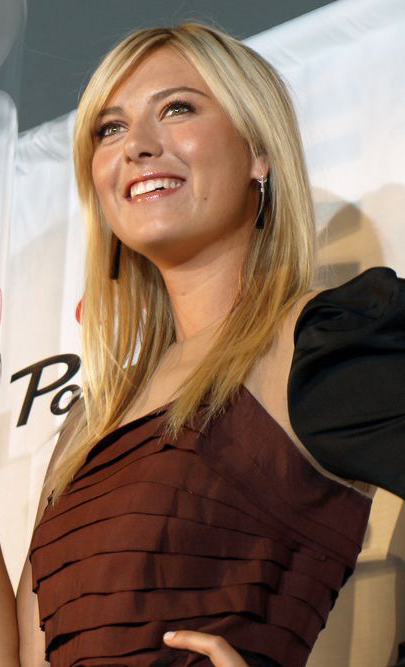
Maria Sharapova conquistou o primeiro título individual feminino em 2002.

### Simples masculinas
| Ano  | Campeão                                         | Vice-campeão                                    | Resultado                                       |
| ---- | ----------------------------------------------- | ----------------------------------------------- | ----------------------------------------------- |
| 2021 | Torneio cancelado devido à pandemia de COVID-19 | Torneio cancelado devido à pandemia de COVID-19 | Torneio cancelado devido à pandemia de COVID-19 |
| 2020 | Torneio cancelado devido à pandemia de COVID-19 | Torneio cancelado devido à pandemia de COVID-19 | Torneio cancelado devido à pandemia de COVID-19 |
| 2019 | Ricardas Berankis                               | Jason Jung                                      | 6–3, 5–7, 6–4                                   |
| 2018 | Dan Evans                                       | Jason Kubler                                    | 4–6, 7–5, 7–6(7–3)                              |
| 2017 | Cedrik-Marcel Stebe                             | Jordan Thompson                                 | 6–0, 6–1                                        |
| 2016 | Não ocorreu                                     | Não ocorreu                                     | Não ocorreu                                     |
| 2015 | Dudi Sela (4)                                   | John-Patrick Smith                              | 6–4, 7–5                                        |
| 2014 | Marcos Baghdatis (2)                            | Farrukh Dustov                                  | 7–6(8–6), 6–3                                   |
| 2013 | Vasek Pospisil                                  | Daniel Evans                                    | 6–0, 1–6, 7–5                                   |
| 2012 | Igor Sijsling                                   | Sergei Bubka                                    | 6–1, 7–5                                        |
| 2011 | James Ward                                      | Robby Ginepri                                   | 7–5, 6–4                                        |
| 2010 | Dudi Sela (3)                                   | Ricardas Berankis                               | 7–5, 6–2                                        |
| 2009 | Marcos Baghdatis                                | Xavier Malisse                                  | 6–4, 6–4                                        |
| 2008 | Dudi Sela (2)                                   | Kevin Kim                                       | 6–3, 6–0                                        |
| 2007 | Frédéric Niemeyer                               | Sam Querrey                                     | 4–6, 6–4, 6–3                                   |
| 2006 | Rik de Voest                                    | Amer Delic                                      | 7–6(7–4), 6–2                                   |
| 2005 | Dudi Sela                                       | Paul Baccanello                                 | 6–2, 6–3                                        |

### Simples femininas
| Ano                   | Campeã                                          | Vice-campeã                                     | Resultado                                       |
| --------------------- | ----------------------------------------------- | ----------------------------------------------- | ----------------------------------------------- |
| 2022                  | Valentini Grammatikopoulou                      | Lucia Bronzetti                                 | 6–2, 6–4                                        |
| ⬆️ Evento WTA 125 ⬆️  |                                                 |                                                 |                                                 |
| 2021                  | Torneio cancelado devido à pandemia de COVID-19 | Torneio cancelado devido à pandemia de COVID-19 | Torneio cancelado devido à pandemia de COVID-19 |
| 2020                  | Torneio cancelado devido à pandemia de COVID-19 | Torneio cancelado devido à pandemia de COVID-19 | Torneio cancelado devido à pandemia de COVID-19 |
| 2019                  | Heather Watson                                  | Sara Sorribes Tormo                             | 7–5, 6–4                                        |
| 2018                  | Misaki Doi                                      | Heather Watson                                  | 6–7(4–7), 6–1, 6–4                              |
| 2017                  | Maryna Zanevska                                 | Danka Kovinic                                   | 5–7, 6–1, 6–3                                   |
| 2016                  | Não ocorreu                                     | Não ocorreu                                     | Não ocorreu                                     |
| 2015                  | Johanna Konta (2)                               | Kirsten Flipkens                                | 6–2, 6–4                                        |
| 2014                  | Jarmila Gajdošová                               | Lesia Tsurenko                                  | 3–6, 6–2, 7–6(7–3)                              |
| 2013                  | Johanna Konta                                   | Sharon Fichman                                  | 6–4, 6–2                                        |
| 2012                  | Mallory Burdette                                | Jessica Pegula                                  | 6–3, 6–0                                        |
| 2011                  | Aleksandra Wozniak                              | Jamie Hampton                                   | 6–3, 6–1                                        |
| 2010                  | Jelena Dokic                                    | Virginie Razzano                                | 6–1, 6–4                                        |
| 2009                  | Stéphanie Dubois                                | Sania Mirza                                     | 1–6, 6–4, 6–4                                   |
| 2008                  | Urszula Radwanska                               | Julie Coin                                      | 2–6, 6–3, 7–5                                   |
| 2007                  | Anne Keothavong                                 | Stéphanie Dubois                                | 7–5, 6–1                                        |
| 2006                  | Ansley Cargill (2)                              | Valérie Tétreault                               | 7–5, 6–4                                        |
| 2005                  | Ansley Cargill                                  | Mélanie Gloria                                  | 6–4, 6–2                                        |
| ↑ Evento da ITF ↑     |                                                 |                                                 |                                                 |
| 2004                  | Nicole Vaidišová                                | Laura Granville                                 | 2–6, 6–4, 6–2                                   |
| ↑ Evento WTA Tier V ↑ |                                                 |                                                 |                                                 |
| 2003                  | Anna-Lena Grönefeld                             | Vilmarie Castellvi                              | 6–2, 6–4                                        |
| 2002                  | Maria Sharapova                                 | Laura Granville                                 | 0–6, 6–3, 6–1                                   |
| ↑ Evento da ITF ↑     |                                                 |                                                 |                                                 |

### Duplas masculinas
| Ano  | Campeões                                        | Vice-campeões                                   | Resultado                                       |
| ---- | ----------------------------------------------- | ----------------------------------------------- | ----------------------------------------------- |
| 2022 | André Göransson Ben McLachlan                   | Treat Huey John-Patrick Smith                   | 6–7(4–7), 7–6(9–7), [11–9]                      |
| 2021 | Torneio cancelado devido à pandemia de COVID-19 | Torneio cancelado devido à pandemia de COVID-19 | Torneio cancelado devido à pandemia de COVID-19 |
| 2020 | Torneio cancelado devido à pandemia de COVID-19 | Torneio cancelado devido à pandemia de COVID-19 | Torneio cancelado devido à pandemia de COVID-19 |
| 2019 | Robert Lindstedt Jonny O'Mara                   | Treat Huey Adil Shamasdin                       | 6–2, 7–5                                        |
| 2018 | Luke Bambridge Neal Skupski (2)                 | Marc Polmans Max Purcell                        | 4–6, 6–3, [10–6]                                |
| 2017 | James Cerretani Neal Skupski                    | Treat Huey Robert Lindstedt                     | 7–6(8–6), 6–2                                   |
| 2016 | Não ocorreu                                     | Não ocorreu                                     | Não ocorreu                                     |
| 2015 | Treat Huey (3) Frederik Nielsen                 | Yuki Bhambri Michael Venus                      | 7–6(7–4), 6–7(3–7), [10–5]                      |
| 2014 | Austin Krajicek John-Patrick Smith              | Marcus Daniell Artem Sitak                      | 6–3, 4–6, [10–8]                                |
| 2013 | Jonathan Erlich Andy Ram                        | James Cerretani Adil Shamasdin                  | 6–1, 6–4                                        |
| 2012 | Maxime Authom Ruben Bemelmans                   | John Peers John-Patrick Smith                   | 6–4, 6–2                                        |
| 2011 | Treat Conrad Huey (2) Travis Parrott (3)        | Jordan Kerr David Martin                        | 6–2, 1–6, [16–14]                               |
| 2010 | Treat Conrad Huey Dominic Inglot                | Ryan Harrison Jesse Levine                      | 6–4, 7–5                                        |
| 2009 | Kevin Anderson Rik de Voest (2)                 | Ramón Delgado Kaes Van't Hof                    | 6–4, 6–4                                        |
| 2008 | Eric Butorac Travis Parrott (2)                 | Rik de Voest Ashley Fisher                      | 6–4, 7–6(7–3)                                   |
| 2007 | Rik de Voest Ashley Fisher (2)                  | Alex Kuznetsov Donald Young                     | 6–1, 6–2                                        |
| 2006 | Eric Butorac Travis Parrott                     | Rik de Voest Glenn Weiner                       | 4–6, 6–3, [11–9]                                |
| 2005 | Ashley Fisher Tripp Phillips                    | Huntley Montgomery Rajeev Ram                   | 7–6(8–6), 1–6, 6–3                              |

### Duplas femininas
| Ano                   | Campeãs                                         | Vice-campeãs                                    | Resultado                                       |
| --------------------- | ----------------------------------------------- | ----------------------------------------------- | ----------------------------------------------- |
| 2022                  | Miyu Kato (2) Asia Muhammad (2)                 | Tímea Babos Angela Kulikov                      | 6–3, 7–5                                        |
| ⬆️ Evento WTA 125 ⬆️  |                                                 |                                                 |                                                 |
| 2021                  | Torneio cancelado devido à pandemia de COVID-19 | Torneio cancelado devido à pandemia de COVID-19 | Torneio cancelado devido à pandemia de COVID-19 |
| 2020                  | Torneio cancelado devido à pandemia de COVID-19 | Torneio cancelado devido à pandemia de COVID-19 | Torneio cancelado devido à pandemia de COVID-19 |
| 2019                  | Nao Hibino Miyu Kato                            | Naomi Broady Erin Routliffe                     | 6–2, 6–2                                        |
| 2018                  | Desirae Krawczyk Giuliana Olmos                 | Kateryna Kozlova Arantxa Rus                    | 6–2, 7–5                                        |
| 2017                  | Jessica Moore Jocelyn Rae                       | Desirae Krawczyk Giuliana Olmos                 | 6–1, 7–5                                        |
| 2016                  | Não ocorreu                                     | Não ocorreu                                     | Não ocorreu                                     |
| 2015                  | Johanna Konta Maria Sanchez (2)                 | Raluca Olaru Anna Tatishvili                    | 7–6(7–5), 6–4                                   |
| 2014                  | Asia Muhammad Maria Sanchez                     | Jamie Loeb Allie Will                           | 6–3, 1–6, [10–8]                                |
| 2013                  | Sharon Fichman Maryna Zanevska                  | Jacqueline Cako Natalie Pluskota                | 6–2, 6–2                                        |
| 2012                  | Julia Glushko Olivia Rogowska                   | Jacqueline Cako Natalie Pluskota                | 6–4, 5–7, [10–7]                                |
| 2011                  | Karolína Plíšková Kristýna Plíšková             | Jamie Hampton Noppawan Lertcheewakarn           | 5–7, 6–2, [10–2]                                |
| 2010                  | Chang Kai-chen Heidi El Tabakh                  | Irina Falconi Amanda Fink                       | 3–6, 6–3, [10–4]                                |
| 2009                  | Ahsha Rolle Riza Zalameda                       | Madison Brengle Lilia Osterloh                  | 6–4, 6–3                                        |
| 2008                  | Carly Gullickson Nicole Kriz (2)                | Christina Fusano Junri Namigata                 | 6–7(4–7), 6–1, [10–5]                           |
| 2007                  | Stéphanie Dubois Marie-Ève Pelletier            | Soledad Esperón Agustina Lepore                 | 6–4, 6–4                                        |
| 2006                  | Nicole Kriz Story Tweedie-Yates                 | Jennifer Magley Courtney Nagle                  | 7–5, 6–3                                        |
| 2005                  | Sarah Borwell Sarah Riske                       | Lauren Barnikow Antonia Matic                   | 6–4, 3–6, 7–6(7–0)                              |
| ↑ Evento da ITF ↑     |                                                 |                                                 |                                                 |
| 2004                  | Bethanie Mattek Abigail Spears                  | Els Callens Anna-Lena Grönefeld                 | 6–3, 6–3                                        |
| ↑ Evento WTA Tier V ↑ |                                                 |                                                 |                                                 |
| 2003                  | Amanda Augustus (2) Mélanie Marois              | Nicole Sewell Andrea van den Hurk               | 7–6(7–4), 6–4                                   |
| 2002                  | Amanda Augustus Renata Kolbovic                 | Lauren Kalvaria Gabriela Lastra                 | 7–5, 7–5                                        |
| ↑ Evento da ITF ↑     |                                                 |                                                 |                                                 |